# Lammunjärvi
Lammunjärvi är en sjö i Finland. Den ligger i kommunen Heinävesi i landskapet Södra Savolax, i den sydöstra delen av landet, 300 km nordost om huvudstaden Helsingfors. Lammunjärvi ligger 110,8 meter över havet. I omgivningarna runt Lammunjärvi växer i huvudsak blandskog. Den är 17,57 meter djup. Arean är 2,4 kvadratkilometer och strandlinjen är 16,26 kilometer lång. Sjön  ingår i Vuoksens huvudavrinningsområde. 